# Le Meix
 Le Meix  es una población y comuna francesa, en la región de Borgoña, departamento de Côte-d'Or, en el distrito de Dijon y cantón de Grancey-le-Château-Neuvelle.

## Demografía
| 90 | 87 | 60 | 42 | 44 | 51 |
| Para los censos de 1962 a 1999 la población legal corresponde a la población sin duplicidades (Fuente: INSEE [Consultar]) |    |    |    |    |    |